# 于格一世 (賽普勒斯)
于格一世（法語：Hugues，1194/95年－1218年1月10日），賽普勒斯國王，1205年至1218年在位。

## 家庭
1210年，于格一世與香檳的艾莉克絲結婚，兩人共有1子2女：
1. 瑪麗（英语：Mary of Lusignan, Countess of Brienne）（1215年—1251年）
2. 伊莎貝爾（約1216年—1264年）
3. 亨利一世（1217年—1253年）